# هارولد تايلور وود غرانت
هارولد تايلور وود غرانت هو ضابط بحري كندي، ولد في 16 مارس 1899 في هاليفاكس في كندا، وتوفي في 8 مايو 1965 في أوتاوا في كندا.